# アイリンギナ環礁
座標: 北緯11度08分30秒 東経166度24分40秒 / 北緯11.14167度 東経166.41111度

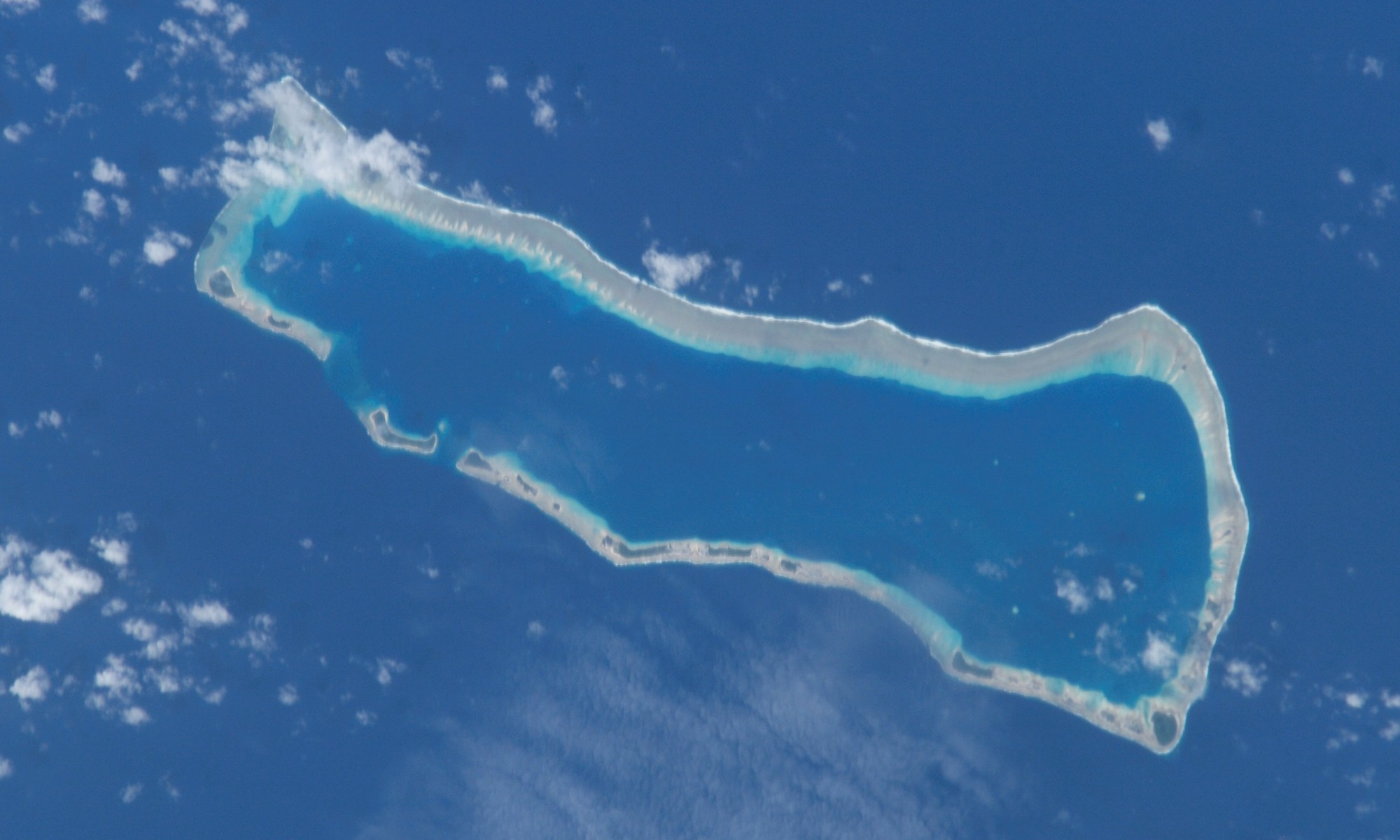
アイリンギナ環礁

アイリンギナ環礁は、25の小島から成る太平洋上の環礁であり、マーシャル諸島のラリック列島に属している。小島を合わせた陸地の総面積は2.80km2であるが、環礁の総面積は106km2にもなる。
アイリンギナ環礁の住民は、1954年にビキニ環礁で行われた核実験キャッスル作戦で発生した放射性降下物の影響で強制的に移住させられ、以降は無人島である。
20km東にはロンゲラップ環礁が隣接する。